# Parque Marinho de Grande Barreira de Corais
Parque Marinho de Grande Barreira de Corais ( em inglês:Great Barrier Reef Marine Park ) é um parque  de conservação  da Austrália para proteção da Grande Barreira de Corais.